# Нижньолипицька сільська рада
| Нижньолипицька сільська рада — орган місцевого самоврядування у Рогатинському районі Івано-Франківської області з адміністративним центром у с. Нижня Липиця. Історична дата утворення: в 1940 році. 7 червня 1946 року указом Президії Верховної Ради УРСР село Липиця Долішня Більшівцівського району перейменовано на Нижня Липиця і Липицько-Долішнянська сільська Рада — на Нижньолипицька. Водоймища на території, підпорядкованій даній раді: річка Нараївка. Сільській раді підпорядковані населені пункти: - с. Нижня Липиця - с-ще Вигода |

## Склад ради
Рада складається з 15 депутатів та голови.

### Керівний склад ради
| ПІБ                          | Основні відомості                                                                | Дата обрання | Дата звільнення |
| ---------------------------- | -------------------------------------------------------------------------------- | ------------ | --------------- |
| Рубинець Мирослав Михайлович | Сільський голова, 1958 року народження, освіта                                   | 26.03.2006   | 31.10.2010      |
| Вічистий Олег Васильович     | Сільський голова, 1962 року народження, освіта вища, член Народного Руху України | 31.10.2010   |                 |

Примітка: таблиця складена за даними джерела